# Disquette de démarrage
Une disquette de démarrage (en anglais boot disk) est une disquette à partir de laquelle un ordinateur peut charger et exécuter un système d'exploitation ou un programme utilitaire.
Le terme anglais boot disk est un terme générique désignant tout support de stockage de données numérique amovible (disquette, CD, DVD, disque ZIP ou clé USB) à partir duquel un ordinateur peut charger et exécuter un système d'exploitation ou un programme utilitaire. Le terme boot disk inclut donc les termes disquette de démarrage, CD de démarrage, DVD de démarrage, disque ZIP de démarrage et clé USB de démarrage.
Bien que tous les ordinateurs modernes puissent démarrer à partir d'un disque dur contenant le système d'exploitation et d'autres logiciels, les disques durs servant à cette fonction ne sont pas appelés boot disks ou disques de démarrage, car ils ne sont pas des supports amovibles.
La disquette de démarrage ou le boot disk permet par exemple :
- d'installer un nouveau système d'exploitation ;
- de démarrer un ordinateur dont le disque dur principal est défectueux ;
- de choisir le système d'exploitation à démarrer (multiboot).

Avec l'évolution des techniques d'enregistrement et la disparition des lecteurs de disquettes sur les ordinateurs, les disquettes de démarrage ont été remplacées par les CD de démarrage, les DVD de démarrage et les clés USB de démarrage.

## Fonctionnement
Un ordinateur contient un minuscule programme, le programme d'amorçage (en anglais, bootstrap loader) qui peut charger et exécuter un programme plus volumineux trouvé sur un périphérique de démarrage. Ce programme plus volumineux peut être un système d'exploitation complet.
À titre d'exemple, les premiers IBM PC contenaient un programme capable de charger les 512 premiers octets d'une disquette et de les exécuter (assumant évidemment que les 512 premiers octets contenaient un programme viable). Le programme contenu dans les 512 premiers octets pouvait par la suite charger et exécuter le système d'exploitation de l'ordinateur contenu sur la disquette. Un tel processus est très vulnérable aux abus. Par exemple, une disquette contenant un virus dans ces 512 premiers octets peut infecter silencieusement un ordinateur si elle se trouve dans l'ordinateur lors du démarrage de ce dernier.

## Sélection du support d'amorçage
Les PC modernes sont configurés pour tenter de démarrer à partir de divers périphériques dans un certain ordre. Par exemple, un ordinateur peut être configuré pour tenter de démarrer à partir du disque dur. Si cela ne fonctionne pas, il peut tenter de démarrer à partir d'un lecteur CD. Si cela ne fonctionne pas non plus, il tentera finalement de démarrer à partir d'un port USB. Si l'utilisateur veut que l'ordinateur accède aux prériphériques de démarrage dans un ordre différent, il doit appuyer sur une touche spéciale lors du démarrage, puis sélectionner l'ordre de lecture des périphériques dans un menu présenté par l'ordinateur.